# Hidrografía de Níger
En Níger, existen tres principales cuencas acuáticas. La principal es el río Níger, que constituye una enclave turístico, comercial y pesquero, y además es vital para la economía de los tres países por los que pasa, ya que riega los cultivos y es una vía rápida de comunicación. Su principal afluente es el río Benue. Mide unos 4.200 kilómetros, nace en Conakri, (Guinea) y desemboca en un amplio delta.
- Datos: Q6443382